# Schildbach (Tauernbach)
Der Schildbach ist ein orographisch rechter Nebenfluss des Tauernbachs in der Gemeinde Matrei in Osttirol (Bezirk Lienz). Der Bach entspringt südlich des Schildkogels und mündet südöstlich der Schildalm in den Tauernbach.

## Lage und Verlauf
Das Quellgebiet des Schildbachs liegt zwischen dem Schildkogel im Norden, dem Dabernitzkogel im Südwesten sowie der Hinteren Michlbachspitze und dem Raneburgkogel im Süden. Unter anderem wird der Oberlauf des Schildbachs vom Schmelzwasser des Dabernitzkees gespeist, Zuflüsse bestehen zudem an den Südostabhängen zwischen Schildkogel und Spitzkogel sowie von der Nordwestflanke des Stallkogels. Der Schildbach selbst fließt vom Hochtal zwischen Schildkogel und Dabernitzkogel zunächst nach Südosten und vollzieht nordwestlich des Raneburgkogels einen Schwenk nach Nordosten. Er stürzt über mehrere Wasserfälle und erreicht in rund 1700 Metern Seehöhe die Waldgrenze. Der Schildbach tritt südlich der Schildalm ins Tauerntal ein und mündet dort rechtsseitig in den Tauernbach.

## Geologie
An den obersten Hochflächen des Schildbachs fehlen Moränenwälle, lediglich am rechten Ufer bestehen zwischen 1900 und 2120 Metern Seehöhe aufgeschüttete Ufermoränen. Der Gletscher, der das Schildbachtal formte, reichte bei seinem innersten Vorstoß bis ins Tauerntal hinab.